# Penny Wiseguys
"'Penny-Wiseguys", titulado Los mafiosos en Hispanoamérica y Penny-Wiseguys en España, es el quinto episodio de la vigesimocuarta temporada de Los Simpson y la 513 ª en total. Fue estrenado el 18 de noviembre de 2012 en Estados Unidos, siendo visto por un total de 5,06 millones de espectadores, y el 21 de abril de 2013 en Hispanoamérica.

## Sinopsis
Homer se sorprende al descubrir que su vecino y compañero de equipo de bolos Dan Gillick es un contable de Tony el gordo y su banda. El gobierno atrapa finalmente a Tony el gordo, que se ve obligado a servir como jurado y nombra a Dan su reemplazo temporal. 
Poco a poco, Dan se vuelve poco a poco hambriento de poder en su puesto, lo que le asusta.  Cuando Tony el gordo le ordena llevar a cabo un asesinato, le ruega a Homero que haga lo que haga falta para detenerlo. Homer ata a Dan a una silla en el sótano, pero Dan se escapa y comienza a cazar a los asociados de Tony, sólo para ser inadvertidamente detenido por Homero antes de que matar a ninguno.
Una vez que el proceso termina y Tony el gordo termina su función como jurado, recupera el control de la mafia. Homer y Dan luchan por el arma de este último en el Badulaque,  la pistola se dispara y hiere a Snake (recién absuelto en el juicio del que Tony fue jurado) mientras intentaba atracar la tienda. Dan abre una tienda de perforación de orejas en el centro comercial de Springfield, y dice que le encanta el trabajo porque llega a utilizar una pistola de perforación de las orejas.
Mientras tanto, Lisa se desmaya pasa durante un solo de saxofón en un concierto de la escuela. Tras ser diagnosticada con deficiencia de hierro, decide añadir insectos a su dieta vegetariana para recuperarse de la anemia. En un primer momento, disfruta con la adición a su dieta, pero los bichos comienzan a burlarse de ella en sueños y deja de comerlos. 
Decide liberar los saltamontes en el medio natural, pero Bart rompe accidentalmente los frascos y los bichos escapan al sótano. Más tarde se encuentran con Dan atado en el sótano y sus gritos hacen que Homer lo suelte y le permita liberarse. Los saltamontes son posteriormente recuperados y liberados junto a un camino rural, donde se comen inmediatamente una plantación de maíz entera.

## Recepción
Este capítulo tuvo un total de 5,06 millones de espectadores en su estreno, frente a los 6,86 del anterior, perdiendo frente a Padre de Familia, con 5,14 millones, pero superando a American Dad, Bob's Burgers y The Cleveland Show.
Robert David Sullivan de The A.V. Club puntuó a este episodio con una C, diciendo que "no hay mucho para reírse en un episodio tan plano". En especial criticó la inclusión del personaje de Carell, comentando, "Carell y su carácter, que tiene proporciones extrañamente normales del cuerpo para un residente de Springfield, no son un gran ajuste con el espectáculo. Carell habla más rápido que todos los demás, y añade interrupciones improvisadas que suman  a la sensación de que en realidad no interactúa con los demás dobladores", aunque añade que la personalidad del personaje era eficaz como un contraste a Tony el gordo. Sin embargo, elogió subtrama de Lisa, diciendo: "Por lo menos hay un poco de diversión, tiene un estilo de "la casita del horror", ya que Lisa tiene una pesadilla acerca de montar un saltamontes caballo de tamaño en un rancho lleno de insectos gigantes.